# منظريه (أصفهان)
منظريه (بالفارسية: منظریه) هي مدينة و معلم جغرافي تقع في إيران في البلدة المركزية. يقدر عدد سكانها بـ 5,617 نسمة .